# Akatopora leucocypha
Akatopora leucocypha är en mossdjursart som först beskrevs av Ernst Marcus 1937.  Akatopora leucocypha ingår i släktet Akatopora och familjen Antroporidae. Inga underarter finns listade i Catalogue of Life.